# ولادیسلاف بوبریک
ولادیسلاف بوبریک (انگلیسی: Vladislav Bobrik؛ زادهٔ ۶ ژانویهٔ ۱۹۷۱) دوچرخه‌سوار اهل روسیه است.